# Керимов Каміль Елман-огли
Керимов Каміль Елман-огли — український борець вільного стилю, бронзовий призер чемпіонату Європи.

## Спортивні результати на міжнародних змаганнях

### Виступи на Чемпіонатах світу
| Змагання                        | Збірна  | Вагова категорія          | Місце |
| ------------------------------- | ------- | ------------------------- | ----- |
| Чемпіонат світу з боротьби 2022 | Україна | вільна боротьба, до 57 кг | 17    |
| Чемпіонат світу з боротьби 2023 | Україна | вільна боротьба, до 57 кг | 19    |

### Виступи на Чемпіонатах Європи
| Змагання                         | Збірна  | Вагова категорія          | Місце  |
| -------------------------------- | ------- | ------------------------- | ------ |
| Чемпіонат Європи з боротьби 2021 | Україна | вільна боротьба, до 57 кг | Бронза |
| Чемпіонат Європи з боротьби 2024 | Україна | вільна боротьба, до 57 кг | 5      |

### Виступи на інших змаганнях
| Змагання                                     | Збірна  | Вагова категорія          | Місце  |
| -------------------------------------------- | ------- | ------------------------- | ------ |
| Київський Міжнародний турнір з боротьби 2020 | Україна | вільна боротьба, до 61 кг | Бронза |
| Київський Міжнародний турнір з боротьби 2021 | Україна | вільна боротьба, до 61 кг | 5      |
| Міжнародний турнір Маттео Пелліцоне 2022     | Україна | вільна боротьба, до 57 кг | Бронза |
| Турнір Вацлава Ціолковські 2022              | Україна | вільна боротьба, до 57 кг | Золото |
| Турнір Ібрагіма Мустафи 2023                 | Україна | вільна боротьба, до 61 кг | 12     |
| Турнір міста Саккарі 2023                    | Україна | вільна боротьба, до 61 кг | Срібло |
| Турнір Поляка Імре та Варги Яноша 2023       | Україна | вільна боротьба, до 57 кг | Бронза |

### Виступи на змаганнях молодших вікових груп
| Змагання                                       | Збірна  | Вагова категорія          | Місце  |
| ---------------------------------------------- | ------- | ------------------------- | ------ |
| Чемпіонат Європи з боротьби серед кадетів 2016 | Україна | вільна боротьба, до 50 кг | 7      |
| Чемпіонат Європи з боротьби серед юніорів 2019 | Україна | вільна боротьба, до 57 кг | Бронза |
| Чемпіонат світу з боротьби серед юніорів 2019  | Україна | вільна боротьба, до 57 кг | 17     |
| Чемпіонат світу з боротьби серед молоді 2019   | Україна | вільна боротьба, до 57 кг | 16     |
| Чемпіонат Європи з боротьби серед молоді 2021  | Україна | вільна боротьба, до 57 кг | 5      |
| Чемпіонат світу з боротьби серед молоді 2021   | Україна | вільна боротьба, до 61 кг | 10     |
| Чемпіонат світу з боротьби серед молоді 2022   | Україна | вільна боротьба, до 57 кг | Бронза |